# Langon-sur-Cher
Langon-sur-Cher ( tot 2017 Langon ) is een gemeente in het Franse departement Loir-et-Cher (regio Centre-Val de Loire) en telt 813 inwoners (2005). De plaats maakt deel uit van het arrondissement Romorantin-Lanthenay. De naam werd aangepast bij decreet van 22 december 2017.

## Geografie
De oppervlakte van Langon-sur-Cher bedraagt 38,7 km², de bevolkingsdichtheid is 21,0 inwoners per km².
De onderstaande kaart toont de ligging van Langon-sur-Cher met de belangrijkste infrastructuur en aangrenzende gemeenten.

## Demografie
Onderstaande figuur toont het verloop van het inwonertal (bron: INSEE-tellingen).